# RASL10A
RASL10A (англ. RAS like family 10 member A) – білок, який кодується однойменним геном, розташованим у людей на довгому плечі 22-ї хромосоми. Довжина поліпептидного ланцюга білка становить 203 амінокислот, а молекулярна маса — 22 541.
| 10         |  | 20         |  | 30         |  | 40         |  | 50         |
| ---------- |  | ---------- |  | ---------- |  | ---------- |  | ---------- |
| MGGSLRVAVL |  | GAPGVGKTAI |  | IRQFLFGDYP |  | ERHRPTDGPR |  | LYRPAVLLDG |
| AVYDLSIRDG |  | DVAGPGSSPG |  | GPEEWPDAKD |  | WSLQDTDAFV |  | LVYDICSPDS |
| FDYVKALRQR |  | IAETRPAGAP |  | EAPILVVGNK |  | RDRQRLRFGP |  | RRALAALVRR |
| GWRCGYLECS |  | AKYNWHVLRL |  | FRELLRCALV |  | RARPAHPALR |  | LQGALHPARC |
| SLM        |  |            |  |            |  |            |  |            |

A: Аланін

C: Цистеїн

D: Аспарагінова кислота

E: Глутамінова кислота

F: Фенілаланін

G: Гліцин

H: Гістидин

I: Ізолейцин

K: Лізин

L: Лейцин

M: Метіонін

N: Аспарагін

P: Пролін

Q: Глутамін

R: Аргінін

S: Серин

T: Треонін

V: Валін

W: Триптофан

Кодований геном білок за функцією належить до ліпопротеїнів. 
Задіяний у таких біологічних процесах, як альтернативний сплайсинг, метилювання. 
Білок має сайт для зв'язування з нуклеотидами, ГТФ. 
Локалізований у клітинній мембрані, ядрі, мембрані.